# Schoolhouse Point (Washington)
Schoolhouse Point es un área no incorporada ubicada en el condado de Clallam en el estado estadounidense de Washington.

## Geografía
Schoolhouse Point se encuentra ubicado en las coordenadas 48°2′10″N 123°1′13″O / 48.03611, -123.02028.